# Dendromus oreas
Dendromus oreas é uma espécie de roedor da família Nesomyidae.
Apenas pode ser encontrada na Camarões.
O seu habitat natural são as pradarias de altitude subtropicais ou tropicais. Esta espécie está ameaçada por perda de habitat.